# 佐瀬睦夫
佐瀬 睦夫（させ むつお、1947年 - ）は、日本の社会福祉事業家。社会福祉法人県央福祉会理事長など歴任。

## 来歴
福島県生まれ。1969年、駒澤大学法学部卒業。同年、社会福祉法人子どもの生活研究所入社。1970年、日本社会事業学校専修科卒業。同年、社会福祉法人唐池学園（児童養護施設）入社。1975年、子どもの生活相談室（障碍児母子療育施設）を開設。
1983年、社会福祉法人県央福祉会ふきのとう舎（知的障がい者通所授産施設）の開設にともない理事および園長に就任。
1996年、県央福祉会常務理事。2012年より同理事長（神奈川県大和市）。
社会福祉法人ル・プリ理事、社会福祉法人十愛療育会理事、シーガル研修・研究機構理事など歴任。
著書に『福祉と介護「7K」職場の改善術』、『「コモンズ」の社会福祉』など。

## 著書
- 国立国会図書館 を参照

### 論文
- CiNii